# Lisbet Hindsgaul
Lisbet Hindsgaul, född Jonsen 21 maj 1890 i Hundige, död 21 mars 1969 i Köpenhamn, var en dansk politiker (Det Konservative Folkeparti, DKF) och statsrevisor. Hon är syster till författaren och direktören J. Ravn-Jonsen.

## Uppväxt och familj
Hindsgauls föräldrar var läraren och folkhögskoleföreståndaren Laurids Jonsen och Hansine Kathrine Ditlevsen Ravn. Fadern var en stor motståndare mot den enväldige statsministern J.B.S. Estrup och dennes provisoriska lagar, vilket ledde till att han hamnade i fängelse för majestätsbrott och fick statsbidraget till Vestbirk Højskole, som han var föreståndare för, fråntaget. Hindsgaul föddes och växte upp i Hundige, där hennes far hade fått arbete som lärare, och invigdes tidigt i politiska diskussioner. 
Hon gifte sig 1915 med fabrikören Ferdinand Hindsgaul och fick tillsammans med honom sonen Niels-Jesper John (1926). Äktenskapet upplöstes 1939.

## Politiskt engagemang
Under 1910-talet anslöt sig Hindsgaul till kvinnoorganisationen Dansk Kvindesamfund (DK). Under 1920-talet satt hon med i ledningen för organisationens avdelning i Köpenhamn och var en aktiv föredragshållare. Föredragen var många gånger särskilt inriktade på kvinnorörelsens historia och politik men kunde också behandla mer allmänna ämnen. Hon kom att skapa debatt med föredraget Hustruen bag Kulisserne, som sändes nyårsdagen i Danmarks Radio 1930. Där hävdade hon att det var möjligt för den gifta kvinnan att bidra till det offentliga livet trots sin plats bakom mannen. Detta orsakade en del protester, också inom DK.
I DK mötte Hindsgaul den konservativa borgarrepresentanten (motsvarande borgarråd i Sverige) Hedevig Matthiesen, och blev av henne inspirerad till att ställa upp i kommunal- och folketingsvalen 1929. Hon blev medlem av Børneværnet, en kommunal social myndighet med uppgifter inom barnomsorg, samt i Værgerådet, ett kommunalt råd som beslutade om omhändertagande av socialt belastade ungdomar. Hon kandiderade till folketingsvalet 1932, men lyckades inte bli invald. Hon blev invald till Landstinget 1935 och representerade DKF. Liksom på kommunal nivå blev de sociala frågorna, tillsammans med försvarspolitiska frågorna, hennes hjärtefrågor. Hon deltog i behandlingen av graviditetslagstiftningen från 1937, som resulterade i en lag som tillät abort av medicinska, etiska och eugeniska grunder. Hon var också medlem av den kommission som tillsattes 1950 och som berörde graviditetsfrågor. Denna resulterade i en förnyad lag, som tillät abort om kvinnan led av fysiska eller psykiska defekter. I abortfrågan stöttade Hindsgaul politikern Inger Gautier Schmit (Venstre), vars ståndpunkt var att det endast skulle vara en restriktiv tillgång till abort.
Hindsgaul hyste en stor passion till Grönland och besökte det nästan varje år perioden 1948–1964. Hon var ordförande för Foreningen til Hjælp for Grønlandske Børn, som bl.a. drev ett antal sanatorier för barn med smittsamma sjukdomar, däribland tuberkulos. Under Hindsgauls ledarskap ökade antalet sanatorier från ett till fem och kom med tiden att göras om till hem för barn från socialt belastade familjer. Andra initiativ var upprättandet av ett daghem i huvudstaden Nuuk (Godthåb) 1964 för att stötta familjer där kvinnan förvärvsarbetade. Hon var även styrelsemedlem i kung Fredrik IX:s och drottning Ingrids Fond til Bekæmpelse af Tuberkulosen i Grønland.
Hindsgaul kom att väcka uppmärksamhet då hon som medlem av Folketingets Grönlandsutskott reste ensam till Thule och höll ett tal för 200-300 eskimåer, alla män. Det var från början planerat att utskottets alla medlemmar skulle resa till Grönland tillsammans med statsminister Hans Hedtoft, men alla utom Hindsgaul avbokade då de ansåg resan vara alltför lång och påfrestande. På grund av detta tilldelades Hindsgaul epitetet ”Rigsdagens enda verkliga karl” av Grönlandsfararen Peter Freuchen. 
Hindsgaul var utnämndes till medlem av Försvarskommissionen 1946 och hon blev landets första kvinnliga statsrevisor 1950. Hon var även medlem av riksrätten fram till och med 1953.

## Kvinnopolitiskt engagemang
Samtidigt som Hindsgaul var invald till Landstinget efterträdde hon Fritze Teisen som ordförande för den i Köpenhamn baserade väljarföreningen Danske Kvinders konservative Forening. Denna förening hade ett större antal medlemmar än de övriga politiska partiernas kvinnoförbund. Hon blev ordförande för ett centralt styrt kvinnoutskott inom DKF 1936, Det Konservative Folkepartis Kvindeudvalg (DKFK). Vid samma tidpunkt avsade hon sig sitt medlemskap i DK, som hon ansåg hade förflyttat sig för mycket till vänster efter att den socialdemokratiska Edel Saunte blivit ordförande. Hindsgauls ståndpunkt var att kvinnorna skulle samarbeta med männen istället för att engagera sig i kvinnosaksföreningar. Tillsammans med redaktören och motståndskvinnan Kate Fleron redigerade hon boken Kvinden i Danmark 1942.
Innan hon blev invald till Landstinget ledde Hindsgaul agitationen bland kvinnorna i den återvunna landsdelen Sønderjylland. Hon upprättade där den första konservativa kvinnoföreningen och efter att DKFK bildades ökade antalet medlemmar och avdelningar. År 1941 fanns det 35 och när Hindsgaul överlämnade ordförandeskapet till Gudrun Jørgen Jensen 1961 var antalet avdelningar 89. DKFK arbetade för att försöka få fler kvinnor in i riksdagen genom att placera dem på valblanketterna, vilket också lyckades. Hindsgaul själv lyckades dock inte bli invald till Folketinget efter att Landstinget avskaffades efter grundlagsreformen 1953. Hon blev dock invald till Köpenhamns borgarrepresentation och fortsatte det kvinnopolitiska arbetet, bl.a. som styrelsemedlem i Danske Kvinders konservative Forening 1943–1961, därav som ordförande 1948–1951.

## Vedermälen
Hindsgaul belönades med den kungliga belöningsmedaljen i guld 1950, blev riddare av Dannebrogsorden 1954 samt riddare av 1:a graden 1962. Hon blev hedersmedlem av DKFK, och konservativa kvinnor från hela landet samlade in pengar till ett porträtt av henne, som utfördes av Margrethe Svenn Poulsen 1955. Detta hängdes upp i DKF:s grupprum på Christiansborg, vid sidan om partiets första kvinnliga folketingspolitiker, Mathilde Malling Hauschultz. På Grönland är en gata i Ilulissat (Jakobshavn) uppkallad efter Hindsgaul.

## Förtroendeposter
- Styrelsemedlem i Det Konservative Folkepartis huvudstyrelse
- Styrelsemedlem i den konservativa riksdagsgruppens styrelse (till 1953)
- Medlem av Danske Kvinders Nationalråd
- Styrelsemedlem i Christmas Møllers Mindefond (från 1949)
- Styrelsemedlem i Föreningen Norden och dess avdelning i Köpenhamn
- Medlem av representantskapet för danska Rädda Barnen (Red Barnet), samt i inspektionen för barnhemmet Ellesøhus
- Medlem av inspektionsrådet för ungdomshemmet Skovly
- Medlem av representantskapet för Landsforeningen for Sukkersyge
- Styrelsemedlem för Landsforeningen for Den personlige Friheds Værn
- Medlem av förvaltningsnämnden för Krigsforsikringen af privat Indbo
- Ordförande för Hjælpekorpsets børnehave
- Ordförande för Landsforeningen til Bekæmpelse af Kredsløbssygdomme (1962–1967)
- Medlem av Köpenhamns uthyrningsnämnd